# Léon Caurla
Léon Caurla (nacido Léa Caurla, Étain, 4 de septiembre de 1926 - 2002) fue un atleta francés especializado en la prueba de 200 m, en la que consiguió ser medallista de bronce europea en 1946.
Es especialmente conocido por haber sido un hombre transgénero (se cambió de mujer a hombre). Finalmente, eligió llamarse Léon, se casó y llegó a ser padre.

## Carrera deportiva
En el Campeonato Europeo de Atletismo de 1946 ganó la medalla de bronce en los 200 metros, llegando a meta en un tiempo de 25.6 segundos, tras la soviética Yevgeniya Sechenova (oro con 25.4 segundos) y la británica Winifred Jordan (plata con 25.6 segundos).